# Seasons of My Soul
Seasons of My Soul è l'album di debutto della cantante inglese Rumer, pubblicato il 1º novembre 2010 dall'etichetta discografica Atlantic.
Dall'album sono stati estratti due singoli: Slow e Aretha. Seasons of My Soul è entrato nella classifica britannica alla terza posizione ed è stato certificato disco di platino per aver venduto oltre 300 000 copie. È inoltre apparso alla tredicesima posizione in Irlanda.

## Tracce
1. Am I Forgiven? – 3:28
2. Come to Me High – 2:49
3. Slow – 3:32
4. Take Me As I Am – 3:45
5. Aretha – 3:15
6. Saving Grace – 3:20
7. Thankful – 3:36
8. Healer – 3:14
9. Blackbird – 3:55
10. On My Way Home – 4:29
11. Goodbye Girl – 3:31

Tracce bonus (edizione deluxe)
1. Vertigo - 3:07
2. I Might Be You - 3:25
3. Slow (Video) - 3:41
4. Aretha (Video) - 3:17

## Classifiche
| Classifica (2010/2011) | Posizione massima |
| ---------------------- | ----------------- |
| Australia              | 35                |
| Austria                | 23                |
| Belgio (Fiandre)       | 6                 |
| Belgio (Vallonia)      | 11                |
| Finlandia              | 32                |
| Francia                | 34                |
| Germania               | 13                |
| Irlanda                | 13                |
| Italia                 | 59                |
| Norvegia               | 6                 |
| Nuova Zelanda          | 10                |
| Paesi Bassi            | 2                 |
| Polonia                | 15                |
| Regno Unito            | 3                 |
| Spagna                 | 59                |
| Stati Uniti            | 46                |
| Svezia                 | 13                |
| Svizzera               | 15                |

### Classifiche di fine anno
| Classifica (2011) | Posizione |
| ----------------- | --------- |
| Belgio (Fiandre)  | 85        |
| Paesi Bassi       | 53        |
| Svizzera          | 74        |